# Aenictus reyesi
Aenictus reyesi é uma espécie de formiga do gênero Aenictus.